# سیلویا لوپز
سیلویا لوپز (فرانسوی: Sylvia Lopez‎؛ ۲۴ اوت ۱۹۳۶ – ۲۰ نوامبر ۱۹۵۹ (age 27-28)) یک هنرپیشه اهل فرانسه بود.